# Tafelhalle

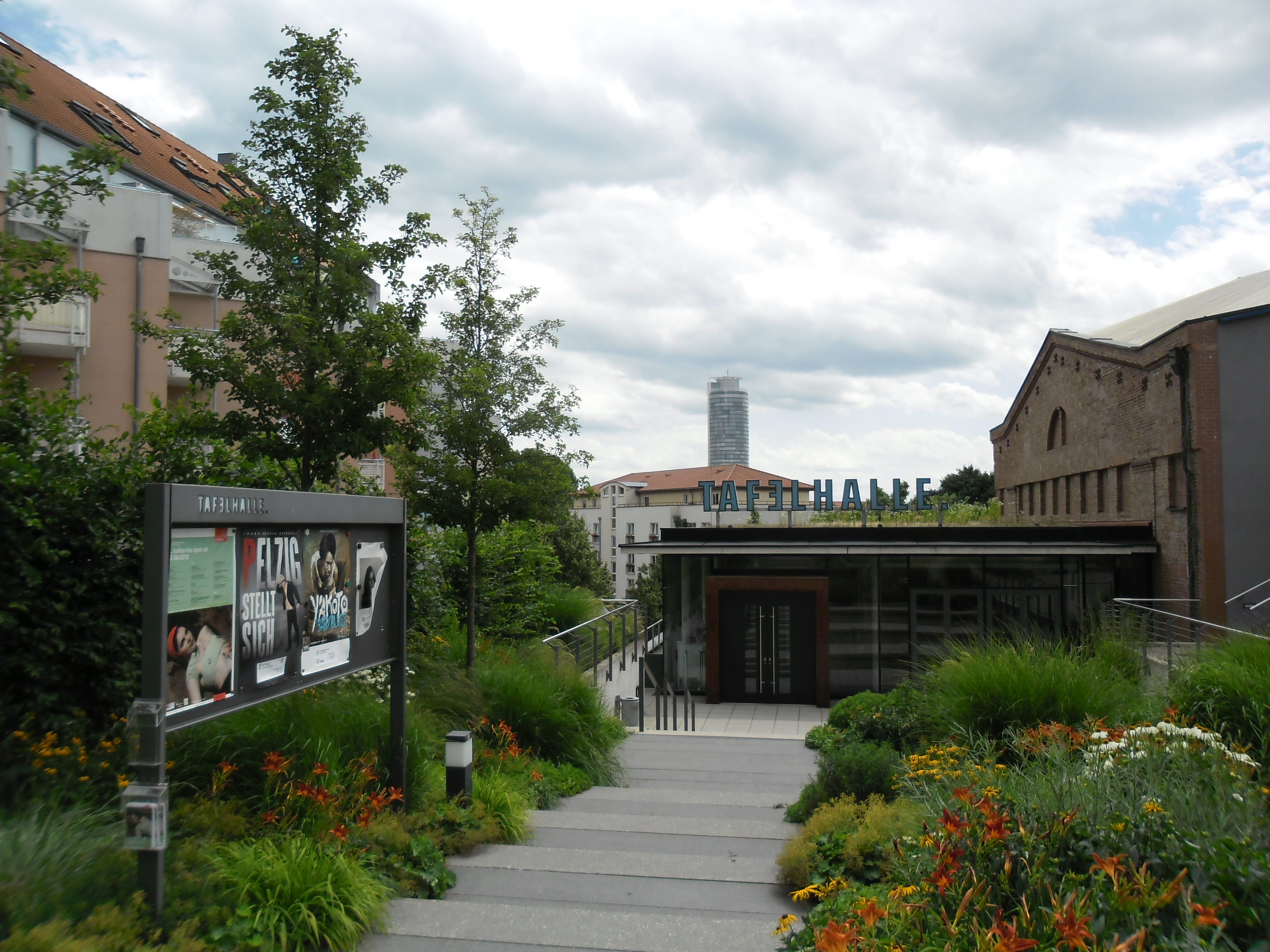
Eingang zur Tafelhalle am Europaplatz mit dem Mögeldorfer Business Tower im Hintergrund

Die Tafelhalle ist ein Kulturzentrum in Nürnberg. Das Gebäude wurde ursprünglich in den Jahren 1909 und 1910 als Schraubenfabrik des Tafelwerks errichtet. Nach Umbauarbeiten wurde es im Oktober 1987 in seiner neuen Funktion wiedereröffnet. Die Tafelhalle beherbergt neben einem großen Theatersaal eine Probenbühne sowie ein Theatercafé, das Auftrittsmöglichkeiten bietet. Darüber hinaus sind Verwaltungsräume in dem Bauwerk untergebracht. Ebenfalls in Gebäuden des ehemaligen Tafelwerks ist das benachbarte Museum Industriekultur untergebracht.

## Baugeschichte
Das Tafelwerk Nürnberg, einer der großen Industriekomplexe der Stadt, war ursprünglich ein Eisenwalzwerk. Es wurde 1876 von Julius Tafel gegründet. 1975 wurde das Eisenwerk stillgelegt und später zu großen Teilen abgerissen. Als bauliches Zeugnis der Industriellen Revolution blieb als einziges Gebäude die ehemalige Schraubenfertigungshalle erhalten. Der zwischen 1909 und 1910 errichtete Bau wird heute zum einen vom Museum Industriekultur genutzt, zum anderen von der 1987 ins Leben gerufenen Tafelhalle.

## Die Tafelhalle als Kulturzentrum
Die Tafelhalle ist heute vor allem Spielort der freien Tanz- und Theaterszene Nürnbergs, mit dem Ziel, diese zu fördern und zu vernetzen. Darüber hinaus ist sie als Teil des KunstKulturQuartiers ein vielseitiges Veranstaltungs- und Produktionshaus in städtischer Trägerschaft. Der große Theatersaal bietet über 500 Besuchern Platz.
Die programmatische Ausrichtung umfasst die Sparten Musik, Tanz und Theater. Hinzu kommen Veranstaltungen im Bereich Kabarett (Nürnberger Burgtheater) und zahlreiche internationale Festivals, darunter das Internationale Figurentheaterfestival, das Europäische Kindertheaterfestival Panoptikum, das Jugendtheaterfestival licht.blicke, das Nuremberg International Human Rights Film Festival, das Filmfestival Türkei/Deutschland, die StummFilmMusikTage und das st. katharina open air in der Katharinenruine.
Darüber hinaus ist die Tafelhalle Schauplatz zahlreicher Veranstaltungen, wie der alljährlichen Verleihung des Preises der Stadt Nürnberg und weiterer Preisverleihungen der Stadt (Kabarettpreis, Menschenrechtsfilmpreis). Einmal im Jahr bietet die Tafelhalle der Deutschen Akademie für Fußball-Kultur eine Bühne für die Gala zum Fußball-Kulturpreis.

### Tanz und Theater
Im Bereich Tanz und Theater bietet die Tafelhalle als Koproduzent und Gastspielhaus sowohl Nachwuchskünstlern als auch etablierten Choreografen, Regisseuren und Tänzern der Freien Szene eine Bühne. Sie ist Initiatorin spartenübergreifender Projekte und neuer Veranstaltungsformate. Eine enge Kooperation besteht mit dem Festsaal im Künstlerhaus Nürnberg, einem weiteren Spielort für Tanz- und Theateruraufführungen.
Die Tafelhalle ist Co-Veranstalterin (2010 auch Ausrichterin) der Tanzplattform Deutschland, einem bundesweiten Netzwerk freier Tanzproduktionszentren.

### Musik
Das musikalische Programm der Tafelhalle setzt sich aus verschiedenen Konzertreihen zusammen. Zeitgenössische klassische Musik ist, im Rahmen einer engen Kooperation mit dem ensemble Kontraste, seit 25 Jahren fester Bestandteil des Spielplans. Daraus hervorgegangen ist die Veranstaltungsreihe Kontraste – Klassik in der Tafelhalle mit Konzerten, Figurentheater, Stummfilmvorführungen mit Live-Begleitung und dem Dichtercafé.
The Art of Jazz ist eine Jazz-Konzertreihe in Kooperation mit dem Jazzstudio Nürnberg. Seit 1980 gastierten im Rahmen dieser Reihe Jazzgrößen, aber auch Nachwuchskünstler in der Tafelhalle.
Regelmäßig spielt das Sunday Night Orchestra im Foyer Big-Band-Jazz.
Aktuelle Musik aus Skandinavien präsentiert die Konzertreihe nordwärts mit Singern/Songwritern, Bands und Musikgruppen verschiedener Genres (u. a. Jazz und Folk). Künstler, Musiker und Bands aus der Weltmusikszene finden in der Tafelhalle ebenso eine Bühne wie musikalische Crossover-Projekte.